# Liste der Herrscher namens Leopold
Leopold hießen folgende Herrscher:

## Leopold I.
- Leopold I. (HRR), Kaiser (1640–1705)
- Leopold I. (Belgien), König (1831–1865)
- Leopold I. (Böhmen), König (1640–1705), siehe Leopold I. (HRR)
- Leopold I. Großherzog der Toskana ist: Leopold II. (HRR)
- Leopold (Baden), Großherzog (1830–1852)
- Leopold I. (Mähren), Herzog von Olmütz (1102/1105–1157)
- Leopold I. (Habsburg), Herzog von Österreich (1308–1326)
- Leopold I. (Anhalt-Dessau) (der Alte Dessauer), Fürst (1693–1747)
- Leopold I. (Lippe), Fürst (1789–1802)
- Leopold I. (Österreich) (der Erlauchte), Markgraf (976–994)
- Leopold I. (Seckau) († 1291), Bischof von Seckau
- Leopold I. (Steiermark) (der Tapfere, der Starke), Markgraf (1122–1129)

## Leopold II.
- Leopold II. (HRR) (1790–1792), Kaiser
- Leopold II. (Belgien) (1865–1909), König
- Leopold II. (Toskana) (1824–1859), Großherzog
- Leopold II. von Habsburg (1328–1344), mutmaßlich kurzzeitig Regent in Oberösterreich/Tirol
- Leopold II. Maximilian (Anhalt-Dessau) (1747–1751), Fürst
- Leopold II. (Lippe) (1802–1851), Fürst
- Leopold II. (Österreich) (der Schöne; 1075–1095), Markgraf
- Leopold II. von Schönfeld (auch Luitpold von Scheinfeld; † 1217), Bischof von Worms und Erzbischof von Mainz

## Leopold III.
- Leopold III. (Belgien), König (1934–1951)
- Leopold III. von Habsburg, Herzog von Österreich (1365–1386)
- Leopold III. Friedrich Franz (Anhalt-Dessau), Fürst (1751–1817)
- Leopold III. (Lippe), Fürst (1851–1875)
- Leopold III. (Österreich) (der Heilige), Markgraf (1095–1136)

## Leopold IV.
- Leopold IV. von Habsburg (der Dicke/Stolze; 1371–1411), Herzog von Österreich (1386–1411)
- Leopold IV. Friedrich (Anhalt-Dessau), Herzog von Anhalt-Dessau (1817–1871)
- Leopold IV. (Lippe), Grafregent zur Lippe und Fürst von Lippe (1905–1918)
- Leopold (Bayern) (der Freigebige; um 1108–1141), Markgraf von Österreich (1136–1141)

## Leopold V./…
- Leopold V. (Österreich) (der Tugendhafte), Herzog (1177–1194)
- Leopold V. (Österreich-Tirol), Landesfürst von Tirol (1619–1632), Erzherzog von Österreich
- Leopold VI. (Österreich), der Glorreiche, Herzog (1198–1230)

## Leopold...
- Leopold (Schleswig-Holstein-Sonderburg-Wiesenburg), Herzog (1674–1744)
- Leopold (Lothringen), Herzog (1697–1702, 1714–1729)
- Leopold (Anhalt-Köthen), Fürst (1704–1728)

## Nichtregenten
- Leopold (Hohenzollern), Kandidat für den spanischen Thron (1870)
- Leopold von Österreich (1823–1898), königlicher Prinz und Palatinus von Ungarn